# Minotaur II

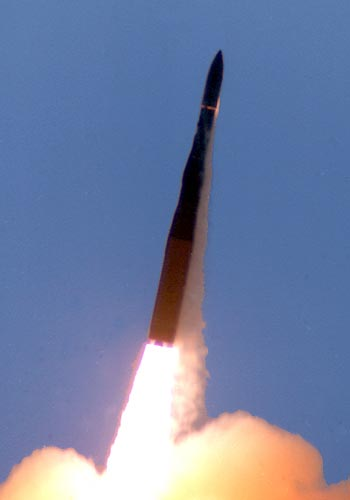
Um foguete Minotaur II logo após o lançamento.

O Minotaur II, também conhecido como  Chimera, Target Launch Vehicle, Minuteman II TLV ou OSP TLV é um foguete Norte americano, derivado do míssil Minuteman II. Ele é membro da família de foguetes Minotaur produzidos pela Orbital Sciences Corporation e é usado para lançamentos sub-orbitais de longo alcance.
O foguete Minotaur II consiste do primeiro estágio M55A1 e do segundo estágio SR19AJ1 ambos oriundos de mísseis Minuteman retirados de serviço. O terceiro estágio varia dependendo da configuração requerida pela carga útil.
A configuração básica pode levar uma carga útil de 400 kg num raio de 4.000 km. Já a configuração mais potente pode conduzir uma carga útil de 1.400 kg num raio de 8.000 km.
Oito lançamentos do Minotaur II foram efetuados até Maio de 2009, sendo seis com a configuração básica e dois com a configuração Minotaur II+. Esses lançamentos foram efetuados a partir da Base da Força Aérea de Vandenberg (plataforma N˚ 6).